# Miss Brasil 1984
Miss Brasil 1984 foi a 31ª edição do tradicional concurso de beleza feminino de Miss Brasil, válido para o certame internacional de Miss Universo 1984. A competição foi televisionada pela SBT sob a apresentação de Silvio Santos e atrações musicais como Sidney Magal, Markinhos Moura, Ângela Maria e o conjunto Absyntho. Vinte e cinco Estados, o Distrito Federal e o arquipélago de Fernando de Noronha disputaram o título que pertencia a mineira Marisa Fully Coelho, Miss Brasil 1983. Na ocasião, sagrou-se campeã a representante de São Paulo, Ana Elisa Flores.

## Resultados

### Colocações
| Posição                                                   | Estado e Candidata |
| --------------------------------------------------------- | --- |
| Vencedora                                                 | - São Paulo - Ana Elisa Flores |
| 2º. Lugar                                                 | - Pernambuco - Suzy Rêgo |
| 3º. Lugar                                                 | - Rio de Janeiro - Valéria Freire |
| 4º. Lugar                                                 | - Paraná - Marizabel do Rocio |
| 5º. Lugar                                                 | - Rio Grande do Sul - Cristiane Wellausen |
| (TOP 12) Semifinalistas (Em ordem de classificação final) | - Fernando de Noronha - Teresa Santos - Mato Grosso - Clarice Favretto - Santa Catarina - Cristine Bergfeld - Bahia - Ana Cristina Mallagutti - Amapá - Sandra Ohana Nery - Distrito Federal - Vera Lúcia Petit - Mato Grosso do Sul - Rossana Justiniano |

### Prêmios Especiais
Foram distribuídos os seguintes prêmios este ano:
| Prêmio              | Estado e Candidata                |
| ------------------- | --------------------------------- |
| Miss Simpatia       | - Paraíba - Maria do Socorro Lira |
| O Mais Belo Vestido | - Piauí - Milena Teixeira         |
| O Mais Belo Cabelo  | - Paraná - Marizabel do Rocio     |

### Ordem dos Anúncios
| 1. Mato Grosso do Sul 2. Pernambuco 3. Distrito Federal 4. Amapá 5. Mato Grosso 6. Fernando de Noronha 7. Bahia 8. Paraná 9. Santa Catarina 10. Rio de Janeiro 11. Rio Grande do Sul 12. São Paulo | 1. Paraná 2. Pernambuco 3. Rio Grande do Sul 4. Rio de Janeiro 5. São Paulo |  |  |

## Jurados

### Final
Ajudaram a eleger a campeã:
1. Roberta Close, modelo;
2. Joyce Kerman, coreógrafa;
3. José Vasconcellos, humorista;
4. João Dória, presidente da Paulistur;
5. Gylmar dos Santos Neves, ex-futebolista;
6. Luciano Callegari, vice-presidente do SBT;
7. Éder Jofre, campeão mundial de boxe;
8. Júlio de Mesquita Filho, empresário;
9. Mariângela Matarazzo, socialite;
10. Emerson Leão, ex-futebolista;
11. Sérgio Rabello, humorista;
12. Jassa, cabeleireiro;

## Quadro de pontos
| Rank | Estado              | Preliminar | Simpatia | Plástica | Elegância | Média | Final |
| ---- | ------------------- | ---------- | -------- | -------- | --------- | ----- | ----- |
| 1    | São Paulo           | 91         | 87       | 96       | 95        | 92.67 | 100   |
| 2    | Pernambuco          | 90         | 101      | 89       | 92        | 94.00 | 99    |
| 3    | Rio de Janeiro      | 90         | 97       | 93       | 95        | 95.00 | 93    |
| 4    | Paraná              | 91         | 83       | 86       | 89        | 86.00 | 85    |
| 5    | Rio Grande do Sul   | 90         | 85       | 90       | 94        | 89.67 | 84    |
| 6    | Fernando de Noronha | 91         | 70       | 82       | 100       | 84.00 |       |
| 7    | Mato Grosso         | 89         | 76       | 79       | 90        | 81.67 |       |
| 8    | Santa Catarina      | 88         | 73       | 78       | 84        | 78.33 |       |
| 9    | Bahia               | 88         | 79       | 78       | 77        | 78.00 |       |
| 10   | Amapá               | 88         | 63       | 81       | 79        | 74.33 |       |
| 11   | Distrito Federal    | 87         | 72       | 73       | 73        | 72.67 |       |
| 12   | Mato Grosso do Sul  | 89         | 64       | 75       | 77        | 72.00 |       |
| 13   | Minas Gerais        | 86         |          |          |           |       |       |
| 13   | Roraima             | 86         |          |          |           |       |       |
| 15   | Maranhão            | 85         |          |          |           |       |       |
| 16   | Rondônia            | 84         |          |          |           |       |       |
| 17   | Pará                | 83         |          |          |           |       |       |
| 17   | Piauí               | 83         |          |          |           |       |       |
| 19   | Amazonas            | 75         |          |          |           |       |       |
| 20   | Paraíba             | 74         |          |          |           |       |       |
| 21   | Ceará               | 73         |          |          |           |       |       |
| 22   | Goiás               | 72         |          |          |           |       |       |
| 22   | Sergipe             | 72         |          |          |           |       |       |
| 24   | Acre                | 71         |          |          |           |       |       |
| 24   | Alagoas             | 71         |          |          |           |       |       |
| 24   | Espírito Santo      | 71         |          |          |           |       |       |
| 24   | Rio Grande do Norte | 71         |          |          |           |       |       |

## Candidatas
Disputaram o título este ano:
| - Acre - Maria Teresa Cristina Nunes Melo - Alagoas - Monica Márcia de Carvalho Mendonça - Amapá - Sandra Ohana de Lima Nery - Amazonas - Alessandra Peretti - Bahia - Ana Cristina Mallagutti Miranda - Ceará - Zeilma Maria Loiola Paiva - Distrito Federal - Vera Lúcia Petit - Espírito Santo - Mariângela Serrano de Oliveira - Fernando de Noronha - Teresa Cristina da Silva Santos - Goiás - Márcia do Socorro Simões - Maranhão - Edna Pereira Mazoro - Mato Grosso - Clarice Favretto - Mato Grosso do Sul - Rossana Soares Justiniano - Minas Gerais - Lêda Maria Hubinger | - Pará - Ellen do Socorro Almeida de Oliveira - Paraíba - Maria do Socorro Braga de Lira - Paraná - Marizabel do Rocio Domingues - Pernambuco - Suzy Sheila Rêgo - Piauí - Milena de Souza Teixeira - Rio de Janeiro - Valéria Freire Pereira - Rio Grande do Norte - Zenaide Salustio da Costa - Rio Grande do Sul - Cristiane de Lavra Pinto Wellausen - Rondônia - Josélia Viriato Barros - Roraima - Rita de Cássia Magalhães de Melo - Santa Catarina - Cristine Bergfeld - São Paulo - Ana Elisa Flores da Cruz - Sergipe - Rita de Cássia Lourenço da Silva |